# Informe sobre Chernóbil de la AIMPGN (2006)
En abril de 2006 la sección alemana de la Asociación Internacional de Médicos para la Prevención de la Guerra Nuclear (AIMPGN), publicó un informe titulado "Efectos de Chernobyl sobre la salud". Usando estudios científicos, estimaciones de expertos y datos oficiales, el informe de la AIMPGN ofrece una lista resumida de consecuencias de la catástrofe:
- Citando a la Unión de Chernobyl, la principal organización de liquidadores, el informe expone que entre 50.000 y 100.000 liquidadores han muerto en los años transcurridos hasta 2006. Entre 540.000 y 900.000 liquidadores han quedado inválidos;
- Los defectos congénitos encontrados en hijos de liquidadores y pobladores de las áreas contaminadas podrán afectar las generaciones futuras hasta un grado que aún no puede ser estimado;
- La mortalidad infantil se ha elevado significativamente en varios países europeos, incluyendo Alemania, desde el accidente de Chernobyl. Los estudios disponibles han estimado el número de víctimas mortales infantiles en Europa en aproximadamente 5000;
- Sólo en Baviera (Alemania), se han observado entre 1000 y 3000 defectos congénitos adicionales desde Chernobyl. Se teme que en Europa la radiación de Chernobyl haya podido inducir más de 10.000 anormalidades severas;
- Citando UNSCEAR se pueden esperar entre 12.000 y 83.000 nacimientos de niños con deformaciones congénitas en la región de Chernobyl, y entre 30.000 a 207.000 niños con daños genéticos en todo el mundo. Sólo el 10% de todo el daño previsto se puede ver en la primera generación;
- Sólo en Bielorrusia, más de 10.000 personas han sufrido cáncer de tiroides desde la catástrofe. De acuerdo con previsiones del aOMS, sólo en la región bielorrusa de Gómel, más de 50.000 niños sufrirán cáncer de tiroides durante su vida. Tomando en cuenta todos los grupos de edad, sólo en Gomel se pueden esperar unos 100.000 casos de cáncer de tiroides;
- El número de casos de cáncer de tiroides debidos a Chernobyl previsto para Europa (excluida la antigua Unión Soviética) se sitúa entre 10.000 y 20.000;
- En algunas zonas con alto grado de contaminación radiactiva del sur de Alemania se ha encontrado un desarrollo significativo en niños de tumores muy inhabituales, los llamados neuroblastomas.
- En Alemania, Grecia, Escocia y Rumanía ha habido un incremento significativo de casos de leucemia;
- En una publicación del Ministerio para Chernobyl de Ucrania se detalla una multiplicación de las tasas de enfermedades: del sistema endocrino (25 veces mayor desde 1987 a 1992), del sistema nervioso (6 veces mayor), del sistema circulatorio (44 veces mayor), de los órganos del aparato digestivo (60 veces mayor), de tejidos cutáneo y subcutáneo (50 veces mayor), del sistema musculoesquelético y disfunciones psicológicas (53 veces mayor). Entre las personas evaluadas, el número de personas sanas pasó del 59% en 1987 al 18% en 1996. Entre los habitantes de las áreas contaminadas, del 52% al 21%, y entre los niños de padres afectados, del 81% al 30%. Durante varios años se ha observado que la tasa de diabetes de tipo I (insulinodependiente) se ha elevado agudamente entre niños y jóvenes.

La AIMPGN también denuncia serias inconsistencias en el informe del Fórum de Chernobyl. Por ejemplo, el informe del Fórum ofrece una estimación (cifras del OIEA) de un máximo de 4000 muertes previsibles debidas a cáncer y leucemia, citando un estudio de la OMS que en realidad prevé 8930 muertes por esas causas. Y si se comprueban las fuentes usadas por la OMS, se llega a una previsión de entre 10.000 y 25.000 muertes adicionales debidas a cáncer y leucemia.
- Sumario del informe (PDF) Archivado el 9 de marzo de 2012 en Wayback Machine.(en inglés).
- Informe completo (PDF) (enlace roto disponible en Internet Archive; véase el historial, la primera versión y la última).(en alemán).